# 乌斯季鲁巴希纳市镇
乌斯季鲁巴希纳市镇（俄语：Усть-Рубахинское муниципальное образование）是俄罗斯联邦伊尔库茨克州下乌金斯克区所属的一个市镇。其下辖有个居民点，行政中心为梅利尼察。据2016年统计，该市镇的人口为3810人。